# Ittihad Khemisset
O Ittihad Khemisset é um clube de futebol com sede em Khemisset, Marrocos. A equipe compete no Campeonato Marroquino de Futebol.

## História
O clube foi fundado em 1940.